# Prothalotia boninensis
Prothalotia boninensis is een slakkensoort uit de familie van de Trochidae. De wetenschappelijke naam van de soort is voor het eerst geldig gepubliceerd in 2001 door Okutani.